# Аллен, Уилбур
Холесс Уилбур Аллен (англ. Holless Wilbur Allen; 12 Июля 1909 года, Стилуэлл, Канзас — 28 Июня 1979, Биллингс, Миссури) — американский изобретатель, создатель блочного лука. Произвел революцию в индустрии стрельбы из лука по всему миру, изобретя и запатентовав блочный лук в 1969 году. 

## Биография
Аллен родился в Стилвелле, округ Джонсон, штат Канзас, и жил в Канзас-Сити, штат Миссури. В 1967 году переехал в Биллингс, штат Миссури.
Аллен не учился в колледже, был любопытным, увлекался механикой. Не был профессиональным инженером, но работал в инженерных областях во Второй мировой войне и Корейской войне и накопленные знания по механике позволяли ему конструировать для работы разный вспомогательный инструмент, который не мог купить. Так он изготовил оборудование, включая станок для работы с проволокой. Доход приносил домашний бизнес. Аллен изготавливал каркасы корзин из стальной проволоки для цветочной индустрии. В начале 1960-х годов в США возрос интерес к охоте с луком. Аллен занимался охотой и рыбалкой. Для охоты с луком ему не хватало скорости стрелы и как-то решил модернизировать свой рекурсивный лук. Так он отпилил концы плеч лука, а затем установил авиационные блоки на их концы. Аллен экспериментировал с несколькими конструкциями, чтобы в конечном итоге подать заявку на патент 23 июня 1966 года, и ему в декабре 1969 года был выдан патент № 3 486 495. С помощью лучника Тома Дженнингса он стал первым производителем блочных луков. Из пяти компаний-производителей луков, среди которых были Olympus и
Jennings, сохранивших за собой право производить блочные луки с использованием дизайна и патента Аллена, Precision Shooting Equipment (PSE) — единственная уцелевшая.
PSE является материнской компанией Browning Archery и бывшей Archery Research (AR).
Уилбур скончался от травм, полученных в результате автомобильной аварии в Монтане.

## Признание и награды
В зале славы и музее стрельбы из лука расположенном в Спрингфилде Аллен занял почетное место в 2010 году как новатор, изобретатель, внесший вклад в развитие спорта.